# Dukuh Kembar
Dukuh Kembar is een bestuurslaag in het regentschap Gresik van de provincie Oost-Java, Indonesië. Dukuh Kembar telt 1075 inwoners (volkstelling 2010).